# بلانكا ليبيسكا
بلانكا ليبيسكا (بالبولندية: Blanka Lipińska) هي خبيرة تجميل بولندية ومؤلفة اشتهرت بثلاثيتها الايروتيكية 365 يوما (Dni 365). اُنتج من الرواية الأولى فيلم ناجح، شاركت فيه بلانكا كتابة السيناريو كما ظهرت فيه كضيفة شرف.

## حياتها
ولدت بلانكا في بولاوي، جنوب شرق بولندا، لكل من مالغورزاتا وغرزيغورز ليبينسكي. بعد تخرجها من المدرسة الثانوية، حصلت على درجة البكالوريوس في علم التجميل.
قبل أن تصبح مؤلفة روايات عملت ليبيسكا كمعالجة بالتنويم المغناطيسي. من الهوايات التي تستمتع بها الرياضة واللياقة البدنية وكذلك الإبحار.

## الأعمال
كتبت بلانكا ثلاثة كتب على شكل ثلاثة أجزاء. نُشرت لأول مرة باللغة البولندية، ولم تُترجم بعد رسميًا إلى اللغة الإنجليزية. الأحداث في جميع الكتب الثلاثة تحدث في غضون بضعة أشهر من بعضها البعض. قالت ليبيسكا أن مصدر إلهامها لثلاثيتها الايروتيكية هو Fifty Shades of Gray وعطلة شخصية لها قضتها في صقلية.
- 365Dni, Wydawnictwo Edipresse Polska, Warszawa 2018
- Ten dzień, Wydawnictwo Edipresse Polska, Warszawa 2018
- Kolejne 365 dni ، Wydawnictwo Agora، Warszawa 2019